# The Matchmaker (1997)
The Matchmaker (ook wel The MatchMaker) is een romantische komedie uit 1997 van Mark Joffe met in de hoofdrol Janeane Garofalo.

## Verhaal
Marcy Tizzard (Janeane Garofalo) is een assistente van de Amerikaanse senator John McGlory (Jay O. Sanders). In een poging om McGlory herverkozen te krijgen door stemmen te winnen onder Iers-Amerikaanse kiezers stuurt stafchef Nick (Denis Leary) haar naar Ierland om er naar McGlory's voorouders of verre familieleden te zoeken.
Als Marcy in het fictieve dorpje Ballinagra aankomt, is daar net het jaarlijkse koppelaarsfestival op komst. Twee rivaliserende relatiebemiddelaars proberen haar aan de man te helpen, maar Marcy valt uiteindelijk voor barman Sean (David O'Hara).

## Rolverdeling
| Acteur           | Personage           | Opmerkingen           |
| ---------------- | ------------------- | --------------------- |
| Janeane Garofalo | Marcy Tizzard       |                       |
| David O'Hara     | Sean Kelly          | barman                |
| Jay O. Sanders   | John McGlory        | senator, Marcy's baas |
| Denis Leary      | Nick                | McGlory's stafchef    |
| Saffron Burrows  | Moira Kennedy Kelly | Seans vrouw           |
| Milo O'Shea      | Dermot O'Brien      | relatiebemiddelaar    |
| Rosaleen Linehan | Millie O'Dowd       | relatiebemiddelaar    |

## Productie
De film is opgenomen in het Ierse kustdorp Roundstone (County Galway). Ierse artiesten als The Chieftains en Sinéad O'Connor hebben bijdragen aan de soundtrack.